# Romain Archutowski
Romain Archutowski (1882-1943) est un prêtre catholique polonais arrêté et déporté par les nazis dans le camp d'extermination de Majdanek. Il y meurt du typhus en 1943. Le pape Jean-Paul II le béatifie avec une centaine d'autres polonais en 1999, et le déclare martyr de la foi.

## Biographie
Romain Archutowski est né le 5 août 1882 à Karolino, dans une famille de propriétaires terriens polonais. Très jeune il s'oriente vers la prêtrise, et il est ordonné en 1904. Il commence son ministère dans une paroisse comme simple curé, puis ses supérieurs décident de l'envoyer à Saint-Pétersbourg poursuivre ses études de théologie. A son retour en 1910, il est affecté au lycée Saint Stanislas-Kostka comme préfet de l'établissement. Puis de 1925 à 1940 il assume la charge de directeur dans ce même lycée. Durant cette période il assume en parallèle diverses charges à la curie de l'évêché. En 1940 il est nommé vice-recteur du grand séminaire de Varsovie,.
La guerre et l'invasion de la Pologne compliquent sa mission. Il refuse de se mettre en retrait et poursuit sa mission pastorale. En septembre 1942 il est arrêté par les autorités allemandes et incarcéré par deux fois à Pawiak, une prison de Varsovie. Là, il est maltraité et battus par les soldats nazi du fait de son statut de prêtre. Puis le 23 mars 1943 il est déporté au camp de Majdanek, près de Lublin (Pologne). Dans le camp de concentration il subit les sévices, la faim, la maladie et succombe du typhus, le 18 avril 1943, le dimanche des Rameaux,,.

## Béatification et culte
Le père Archutowski est béatifié à Varsovie par Jean-Paul II le 13 juin 1999 en même temps que 107 autres martyrs polonais de la persécution nazi.
Sa mémoire figure au calendrier liturgique de l'Église catholique le 18 avril,.
Son corps ayant été brûlé au crématorium du camp, une tombe symbolique a été placée dans la tombe collective des prêtres retraités du chapitre métropolitain de Varsovie dans le cimetière de Powązki à Varsovie (section 107–5,6–23-30),.

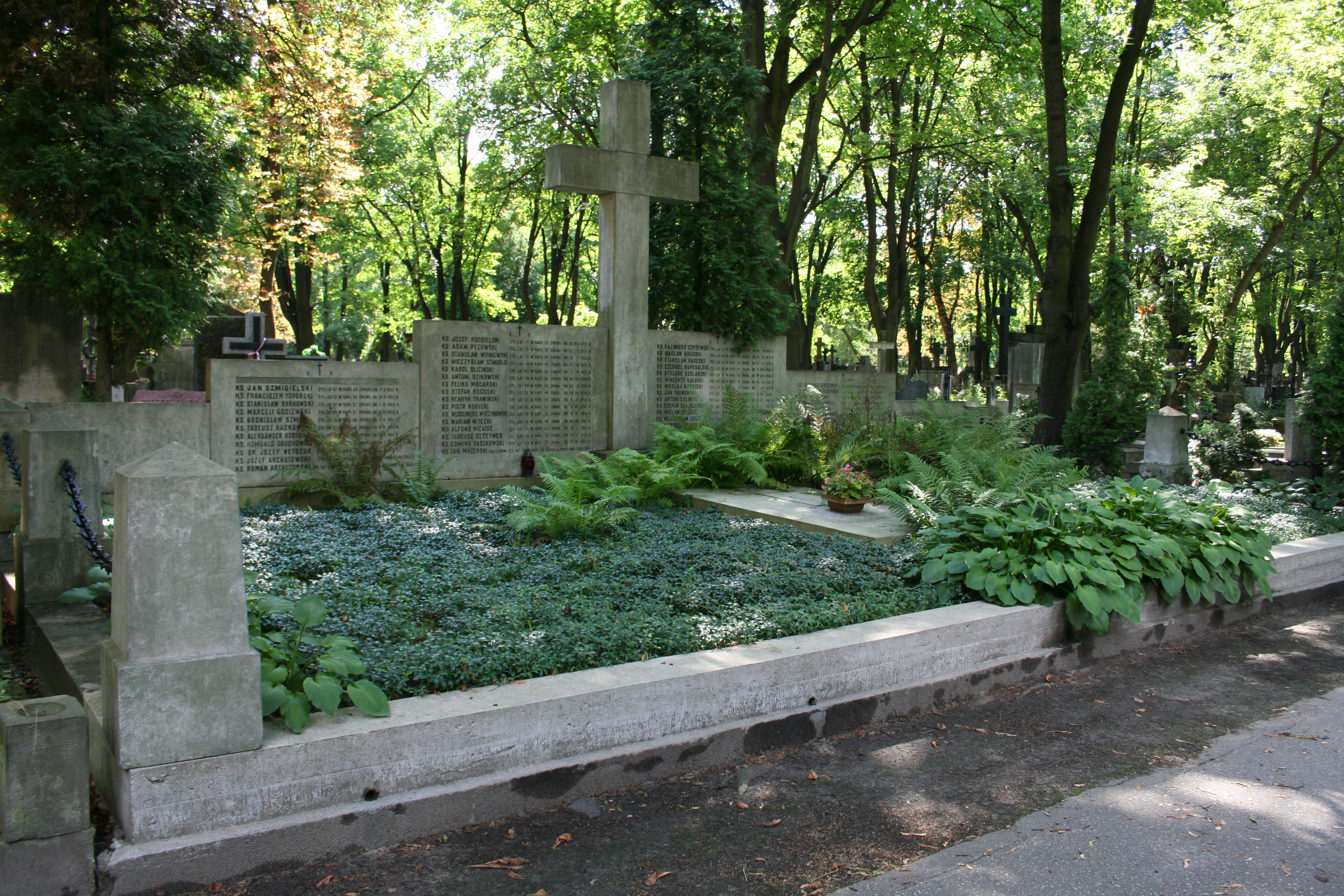
Tombe collective au cimetière de Powązki (Varsovie).
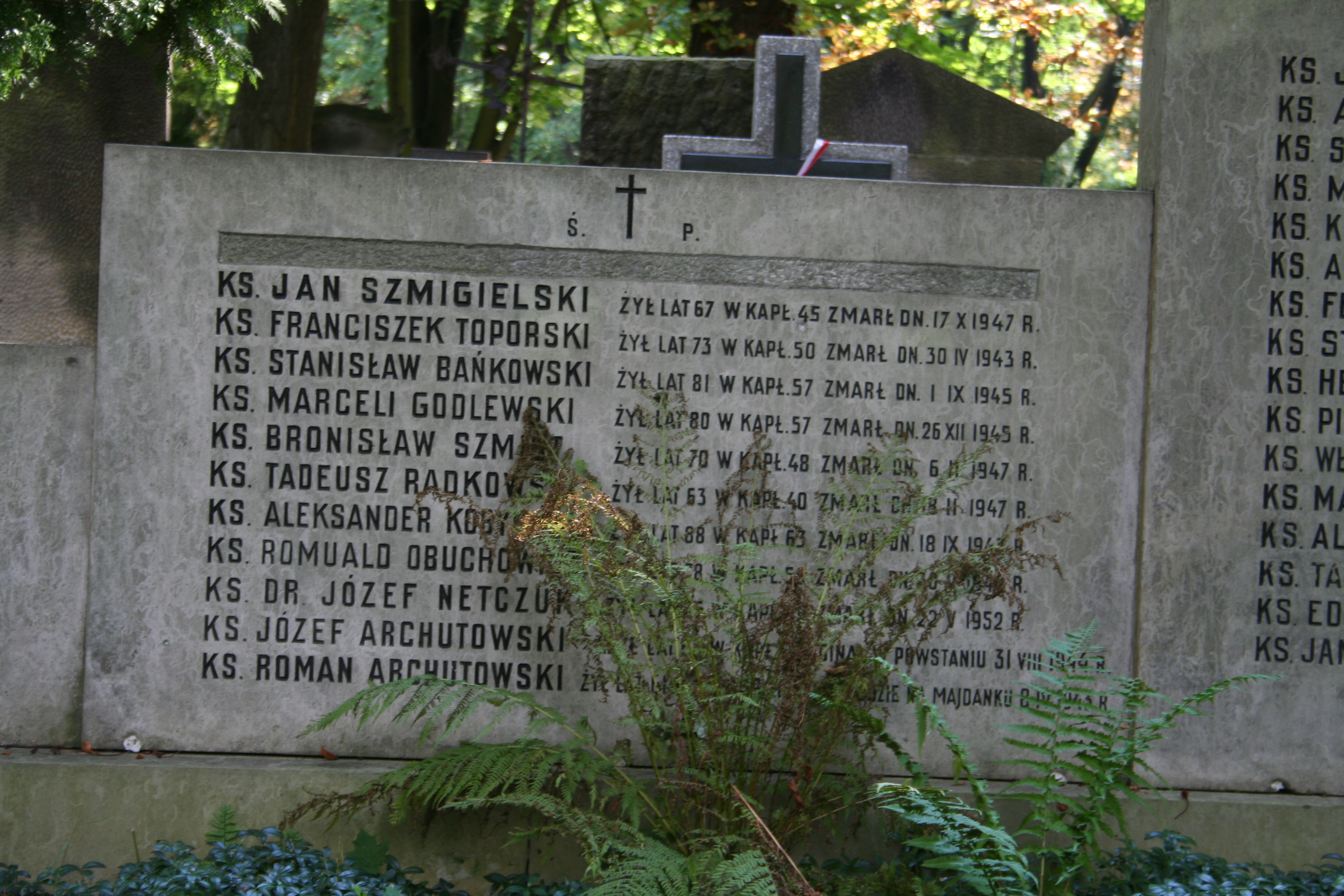
Nom de Romain Archutowski en dernière position de la liste.